# Смит, Дороти Хоуп
Дороти Хоуп Смит (1 октября 1895 — 16 декабря 1955) — американская художница, наиболее известная как автор логотипа Gerber Baby.

## Ранние годы
Дороти Хоуп Смит родилась в Хайятсвилле, штат Мэриленд, в семье Линкольна Б. и Мэри Л. Смит. У неё было 2 сестры, Эдит и Клэр, среди которых Дороти была средней. В начале 1910-х семья Дороти переехала в Чикаго, где она провела юность.

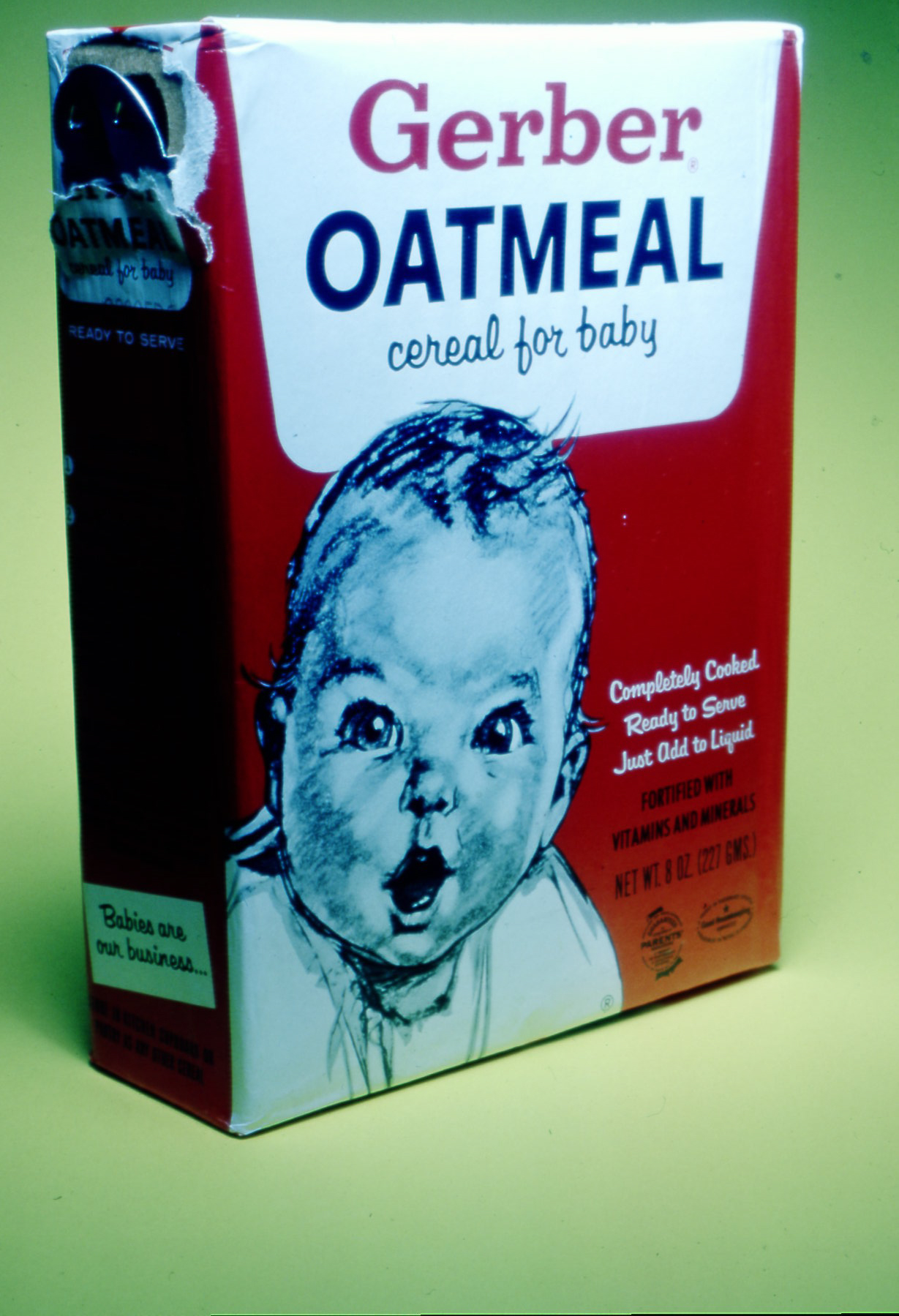
Изображение коробки овсяных хлопьев Gerber с рисунком Смит

Смит изучала иллюстрацию в Школе художественного института Чикаго, где познакомилась с Перри Барлоу. Они поженились 22 февраля 1922 года на Манхэттене, Нью-Йорк, и провели медовый месяц во Франции.
После женитьбы они переехали в Нью-Йорк, и Дороти продолжила карьеру иллюстратора. В конце концов, пара работала в своем доме в Вестпорте, штат Коннектикут.

## Карьера
Смит была коммерческим иллюстратором, специализирующимся на младенцах и детях. Она разработала одну из иллюстраций для детского мыла «Ivory Soap Baby» от Procter & Gamble, иллюстрировала детские книги для Putnam и обложки нескольких журналов.
- Woman’s Home Companion (август 1925)
- Woman’s Home Companion (сентябрь 1934)
- Parent-Teacher Magazine (апрель 1935)
- Parent’s Magazine (июнь 1936)
- The Farmer’s Wife Magazine (декабрь 1936)

## Gerber baby
Знаменитый рисунок Смит Gerber Baby появился на конкурсе. В 1928 году компания Gerber предложила художникам представить рисунки младенцев на конкурс. Дороти представила предварительный набросок углём. Эскиз был создан с фотопортрета Энн Тернёр, ребёнка друга семьи. Незавершенное представление Дороти было задумано скорее как вопрос о том, какого возраста должен быть ребёнок и каков будет размер рекламы. Дороти намеревалась закончить набросок, если её проект будет принят. Однако судьи Gerber Company предпочли простоту иллюстрации по сравнению с другими более сложными работами. Смит выиграла в конкурсе 300 долларов, продав Gerber права на свой рисунок/ Из-за его популярности Gerber официально зарегистрировал рисунок в 1931 году.
Смит регулярно работала с 1920-х годов до своей смерти в 1955 году, выступая в качестве успешного коммерческого иллюстратора многих продуктов.

## Личная жизнь
Муж Смит, Перри Барлоу, за которого она вышла замуж 22 февраля 1922 года, был художником-карикатуристом журнала The New Yorker. Он нарисовал 135 обложек в дополнение ко множеству карикатур. Он также сотрудничал с Collier’s, The Saturday Evening Post и другими изданиями. Поскольку Перри был частично дальтоником, Смит помогала с цветовым процессом его работы. У Смит и Перри было два сына, Коллинз и Питер. Ребёнок Питера — единственная внучка Смита. Дорри носит имя своей тёзки, Дороти «Дорри» Барлоу Томас. После смерти Дороти в 1955 году их сын Питер продолжил цветовые обработки работ Перри.